# Agrotis laysanensis
La polilla noctuida de Laysan (Agrotis laysanensis) es una especie de polilla de la familia Noctuidae. 
Es endémica de Laysan, en las islas del noroeste de Hawái.
Esta polilla fue una de las especies, si no la principal, comida por el extinto pájaro molinero de Laysan (Acrocephalus familiaris familiaris). Las polillas Agrotis se conocen comúnmente como «molineros» y el ave recibió el nombre de su comida favorita.